# The Key of Awesome
The Key of Awesome (ehemals Barely Productions und Barely Political) war ein YouTube-Kanal, der Comedy-Videos mit dem Autor und Darsteller Mark Douglas produzierte. Das populärste Format des Kanals war "The Key of Awesome" mit viralen Musikvideo-Parodien, dass Mark Douglas zusammen mit Ben Relles konzipierte.

## Geschichte
Barely Political wurde im Juni 2007 von Ben Relles ins Leben gerufen. Das erste dort veröffentlichte Musikvideo ging unter dem Namen "Crush on Obama" mit Amber Lee Ettinger in der Hauptrolle online.
The Key of Awesome hat zahlreiche Videos zu politischen Themen, zum Militär und zu den Nachrichtenmedien produziert. Während der Präsidentschaftsvorwahlen 2008 lud der Sender einige der Kandidaten ein, in einem Video vorgestellt zu werden, darunter den ehemaligen Senator Mike Gravel.
Im Oktober 2007 wurde Barely Political von Next New Networks für einen unbekannten Betrag gekauft, das wiederum im Frühjahr 2011 von YouTube übernommen wurde. Herb Scannell, Mitbegründer und CEO von Next New Networks, erklärte: "Mit Barely Political haben wir ein Team hinzugewonnen, das unsere Reichweite auf ein sehr wichtiges Publikum ausdehnen kann - ein Publikum, das seine Politik mit einer gesunden Portion Humor mag - und das perfekt auf die bevorstehende Wahlsaison 2008 abgestimmt ist."
Im Jahr 2014 wurde der Kanal in die New Media Rockstars Top 100 Channels aufgenommen und belegte Platz 29.
Am 4. Februar 2018 kündigte Mark Douglas in Form eines Liedes an, dass er eine Pause auf unbestimmte Zeit von YouTube einlegen werde, und bedankte sich bei seinen Fans für ihre langjährige Unterstützung.
Die Videos des Kanals wurden über 3,37 Milliarden Mal online angesehen. (Stand: 23. Februar 2024)

## Stab und Besetzung
Die Videos wurden hauptsächlich von Tom Small inszeniert und enthalten Texte und Auftritte von Mark Douglas, Todd Womack, Doug Larsen, Anastasia Douglas, Bryan Olsen und gelegentlich Lauren Francesca, Andrea Feczko, Amber Lee Ettinger, Ewan Gotfryd und Michael Stevens.

## Webserien
Zusätzlich zu den beliebten Sketchen von Barely Productions hat die Comedy-Gruppe mehrere Webserien, die sie auf ihrem YouTube-Kanal veröffentlicht.
- The Key of Awesome
- Barely Guys
- Rated: Awesome
- The Anti-List
- Reggae Shark
- Barely Ads
- Boob Tattoos
- Super Therapy
- Frank Ruins Movie Trailers
- K-Stew Explains
- Barely Air
- Obama Girl
- YouTube Complaints (2012–2015)

## Besondere Folgen
Es gab viele Crossover-Episoden und Specials mit Auftritten von anderen YouTube-Kanälen und Charakteren. Im Januar 2011 drehte das Team von Barely Political eine spezielle Cross-Over-Episode mit Epic Meal Time mit dem Titel "Epic Mealtime Showdown of AWESOME". In der Folge traten Schlüsselfiguren beider Sender zu einem Super-Bowl-Showdown an, bei dem es darum ging, den meistgesehenen Sender zu ermitteln.
Am 24. April 2015 wurde die Sonderfolge "Die Muppets zerstören "The Key of Awesome Guys", mit den Muppets-Figuren Statler und Waldorf, die zu Gast waren, um Mark Douglas und Todd Womack in der Kunst des Zwischenrufens zu unterrichten.